# Сарнавський Євгеній Вікторович
Євге́ній (Євген) Ві́кторович Сарна́вський (14 вересня 1989 року, м. Кам'янець-Подільський, Хмельницька область, Українська РСР — 15 червня 2017, м. Дніпро, Україна) — український військовослужбовець, сапер, майор (посмертно) Збройних сил України. Учасник російсько-української війни. Лицар ордена Богдана Хмельницького II та III ступеня. Позивний «Юджин».

## Біографія

«Юджин» розміновує житлові квартали Авдіївки. 2017

Євгеній Сарнавський народився 14 вересня 1989 року в м. Кам'янець-Подільський Хмельницької області. Дитинство, шкільні роки пройшли в м. Овручі на Житомирщині. 2004 року вступив на навчання до Кам'янець-Подільського ліцею з посиленою військово-фізичною підготовкою, який закінчив у 2006 році. У липні того ж року через Кам'янець-Подільський ОМВК вступив до Військового інженерного інституту ПДАТУ. 2011 року закінчив факультет військової підготовки Кам'янець-Подільського національного університету імені Івана Огієнка і був направлений для подальшого проходження служби до міста Біла Церква у військову частину А2167 на посаду командира інженерно-технічного взводу 72-ї Гвардійської окремої механізованої бригади. З того часу мешкав з дружиною в м. Білій Церкві.
Від початку російської збройної агресії проти України Євгеній Сарнавський виконував завдання в зоні проведення антитерористичної операції у Луганській та Донецькій області: з травня по серпень 2014 року в прикордонній зоні біля Панченкове та Черовонопартизанська Довжанського району Луганської області, де з групою 72 ОМБр був взятий у полон до російського угрупування, з вересня 2014 по червень 2016 року в районі Волновахи та окупованого Докучаєвська, в Гранітному, а з жовтня 2016 року — в Авдіївці та довколишніх прифронтових селах.
За час війни отримав звання капітана, призначений на посаду командира інженерно-саперної роти групи інженерного забезпечення 72-ї ОМБр. Був досвідченим сапером, свій досвід передав й іншим. Завжди нестандартно підходив до роботи, багато інновацій його авторства врятували не одне життя.
В період запеклих боїв у промзоні Авдіївки з 29 січня по 4 лютого 2017 року група капітана Сарнавського під щільними обстрілами противника пробивала шляхи для підвезення боєприпасів, продовольства, палива до нових позицій бригади на відбитому у терористів опорному пункті «Орел». На виконання завдання командир покликав добровольців, — пішли всі. Їхня «дорога життя» допомогла втримати опорний пункт, за який було заплачено життями українських Героїв. В житлових кварталах Авдіївки капітан Сарнавський знешкоджував міни і снаряди, що не розірвалися, біля будинків мирних мешканців, після обстрілів міста російськими терористами.
Окрім розмінування офіцер здійснив безліч успішних бойових виходів у «сіру зону» до позиції противника, виконуючи мінування тих ділянок місцевості, звідки є небезпека проникнення диверсійно-розвідувальних груп чи імовірної атаки з боку російських бойовиків. На відміну від ворога українські сапери використовують тільки дозволені міжнародними угодами засоби. Причому кожну таку ділянку ретельно заносять у відповідні формуляри, вказуючи точні координати, щоб швидко знайти і знешкодити міни після звільнення окупованих територій. Українські прапори, встановлені та заміновані командою «Юджина» російські окупанти взагалі не намагалися знімати, попри те, що вони майоріли просто під їхнім носом.
8 червня 2017 року капітан Сарнавський виконував бойове завдання із розмінування місцевості в районі Авдіївки, поблизу селища Кам'янка з групою розвідки 72 ОМБр. Під час проходження посадки досі не відомим чином потрапив на ворожу пастку з двох протипіхотних осколкових мін направленої дії, де й дістав важких поранень внаслідок вибуху: травматична ампутація обох ніг, проникаюче поранення черевної порожнини, поранення грудної клітки. Побратимам вдалося зупинити кровотечу і оперативно доставити командира до Авдіївки. Військові лікарі 66-го мобільного шпиталю зробили все можливе, щоб стабілізувати і підготувати до евакуації. Євгенія відправили у Дніпро, він весь час був з апаратом штучної вентиляції легень, але ще тиждень боровся за життя. Помер 15 червня 2017 року, близько 22:00 в обласній лікарні імені Мечникова.
Президент Петро Порошенко доручив представити загиблого капітана Сарнавського до державної нагороди.
17 червня з воїном-захисником попрощались на Майдані Незалежності в Києві, наступного дня було прощання у Білій Церкві. Похований на Алеї Слави кладовища «Сухий Яр» міста Біла Церква.
|                                                  | Я покладав на Євгена великі сподівання, але, на жаль, ворожа міна обірвала його високий політ. Він був дуже хорошим воїном і ніколи не ховався за спинами своїх підлеглих. |
| — командир 72-ї бригади полковник Андрій Соколов | |

|                                       | Багато років він служив у нашій бригаді і весь цей час намагався зробити так, аби ніхто не постраждав від вибухів. Ще довго мешканці Донбасу згадуватимуть Євгена, називаючи його своїм ангелом-рятівником. На його рахунку тисячі знешкоджених снарядів, мін та інших вибухонебезпечних предметів. Це дійсно людина, яка достойна вшанування і військовими, і цивільними. |
| — прес-офіцер бригади Олена Мокренчук | |

У м. Білій Церкві залишилась вагітна дружина Сарнавська Альона Анатоліївна, в селі Крюківщина — мати Валентина Анатоліївна Сарнавська, вчитель математики Крюківщинської школи.
14 січня 2018 року в м. Білій Церкві народився син.

## Нагороди
- За особисту мужність, виявлену у захисті державного суверенітету та територіальної цілісності України, самовіддане виконання військового обов'язку нагороджений орденом Богдана Хмельницького II ступеня (5.7.2017, посмертно)[10].
- За особистий внесок у зміцнення обороноздатності Української держави, мужність, самовідданість і високий професіоналізм, виявлені під час виконання військового обов'язку, та з нагоди Дня Збройних Сил України нагороджений орденом Богдана Хмельницького III ступеня (2.12.2016)[11].

## Вшанування пам'яті
- 7 вересня 2017 року на сесії Крюківщинськоі сільськоі ради одноголосно прийняте рішення про перейменування вулиці Нової на честь Євгенія Сарнавського[12].
- Почесний громадянин міста Біла Церква (посмертно)
- 15 липня 2021 року, в селищі Кам'янці, неподалік місця, де загинув офіцер, було встановлено пам'ятник Євгенію Сарнавському[13].